# Mario Martín
Mario Martín Rielves (Sonseca, 5 maart 2004) is een Spaans voetballer die onder contract ligt bij Real Madrid.           Seizoen 2025-2026 uitgeleend aan Getafe CF.

## Clubcarrière
Martín genoot zijn jeugdopleiding bij CD Sonseca, CD Toledo, Odelot Toletum en Real Madrid. Op 24 oktober 2021 maakte hij zijn officiële debuut voor Real Madrid Castilla, het tweede elftal van Real Madrid dat toen in de Primera Federación uitkwam: op de negende competitiespeeldag speelde hij meteen 90 minuten mee tegen Atlético Sanluqueño CF (3-1-nederlaag). Martín speelde dat seizoen ook drie wedstrijden voor Real Madrid in de UEFA Youth League.
Op 26 januari 2023 maakte Martín zijn officiële debuut in het eerste elftal van de club: in de bekerwedstrijd tegen Atlético Madrid liet trainer Carlo Ancelotti hem in de 115e minuut invallen. Martín, die tijdens de WK-break indruk had gemaakt op Ancelotti, haalde in het seizoen 2022/23 geregeld de wedstrijdselectie van het eerste elftal: zo mocht hij in het voorjaar van 2023 bijvoorbeeld mee naar Saoedi-Arabië en Marokko voor respectievelijk de Supercopa de España en het WK voor clubs, waar hij weliswaar niet in actie kwam. In het seizoen 2023/24 mocht hij drie keer invallen in de hoofdmacht: op 6 januari 2024 in de bekerwedstrijd tegen Arandina CF, en vervolgens op 14 en 19 mei 2024 tegen respectievelijk Deportivo Alavés en Villarreal CF.

## Clubstatistieken
| Seizoen         | Club                 | Land            | Competitie            | Competitie | Competitie | Beker | Beker | Supercup | Supercup | Europees | Europees | Totaal | Totaal |
| Seizoen         | Club                 | Land            | Competitie            | Wed.       | Dlp.       | Wed.  | Dlp.  | Wed.     | Dlp.     | Wed.     | Dlp.     | Wed.   | Dlp.   |
| --------------- | -------------------- | --------------- | --------------------- | ---------- | ---------- | ----- | ----- | -------- | -------- | -------- | -------- | ------ | ------ |
| 2021/22         | Real Madrid Castilla | Vlag van Spanje | Primera División RFEF | 20         | 0          | —     | —     | —        | —        | —        | —        | 20     | 0      |
| 2022/23         | Real Madrid Castilla | Vlag van Spanje | Primera Federación    | 30         | 0          | —     | —     | —        | —        | —        | —        | 30     | 0      |
| 2022/23         | Real Madrid          | Vlag van Spanje | Primera División      | 0          | 0          | 1     | 0     | 0        | 0        | 0        | 0        | 1      | 0      |
| 2023/24         | Real Madrid Castilla | Vlag van Spanje | Primera Federación    | 27         | 0          | —     | —     | —        | —        | —        | —        | 27     | 0      |
| 2023/24         | Real Madrid          | Vlag van Spanje | Primera División      | 2          | 0          | 1     | 0     | 0        | 0        | 0        | 0        | 3      | 0      |
| Carrière totaal | Carrière totaal      | Carrière totaal | Carrière totaal       | 79         | 0          | 2     | 0     | 0        | 0        | 0        | 0        | 81     | 0      |

Bijgewerkt op 18 juli 2024.